# Chung kết UEFA Champions League 2019
Trận chung kết UEFA Champions League 2019 là trận đấu cuối cùng của UEFA Champions League 2018-19, mùa giải thứ 64 của giải bóng đá các câu lạc bộ hàng đầu châu Âu được tổ chức bởi UEFA, và là mùa giải thứ 27 kể từ khi nó được đổi tên từ Cúp C1 châu Âu thành UEFA Champions League. Trận đấu được diễn ra tại sân vận động Wanda Metropolitano ở Madrid, Tây Ban Nha vào ngày 1 tháng 6 năm 2019 giữa hai đội bóng Anh Tottenham Hotspur, đội bóng có lần đầu tiên tham dự trận chung kết Champions League, và Liverpool, đội á quân của mùa giải trước. Đây là trận chung kết Champions League thứ bảy có sự góp mặt của hai đội bóng đến từ cùng một hiệp hội, trận chung kết toàn Anh thứ hai sau năm 2008, cũng như là lần đầu tiên đầu tiên kể từ năm 2013 mà không xuất hiện một đội bóng Tây Ban Nha nào.
Liverpool giành chiến thắng trong trận chung kết với tỉ số 2–0 để có danh hiệu UEFA Champions League thứ sáu. Với tư cách nhà vô địch, họ giành quyền thi đấu với Chelsea, nhà vô địch UEFA Europa League 2018-19 trong trận Siêu cúp châu Âu 2019; họ cũng giành quyền tham dự FIFA Club World Cup 2019 ở Qatar. Họ tự động lọt vào vòng bảng UEFA Champions League 2019-20. Tuy nhiên, vì Liverpool đã lọt vào thông qua vị trí của họ ở giải quốc nội, suất dự này được trao cho đội vô địch của Austrian Bundesliga 2018-19, hiệp hội xếp hạng 11 theo danh sách tham dự của mùa sau.
Vào tháng 3 năm 2018, UEFA công bố việc áp dụng quyền thay người thứ tư khi trận đấu bước vào hiệp phụ, và số cầu thủ dự bị tăng từ 7 lên 12. Thời gian thi đấu cũng được thay đổi từ 20:45 CEST thành 21:00 CEST. Trận đấu này là trận chung kết đầu tiên sử dụng công nghệ video hỗ trợ trọng tài (VAR).

## Các đội bóng
Trong bảng dưới đây, các trận chung kết đến năm 1992 thuộc kỉ nguyên Cúp C1 châu Âu, kể từ năm 1993 trở đi thuộc kỉ nguyên UEFA Champions League.
| Đội               | Các lần tham dự trận chung kết trước (in đậm thể hiện năm vô địch) |
| ----------------- | ------------------------------------------------------------------ |
| Tottenham Hotspur | Không                                                              |
| Liverpool         | 8 (1977, 1978, 1981, 1984, 1985, 2005, 2007, 2018)                 |

## Địa điểm

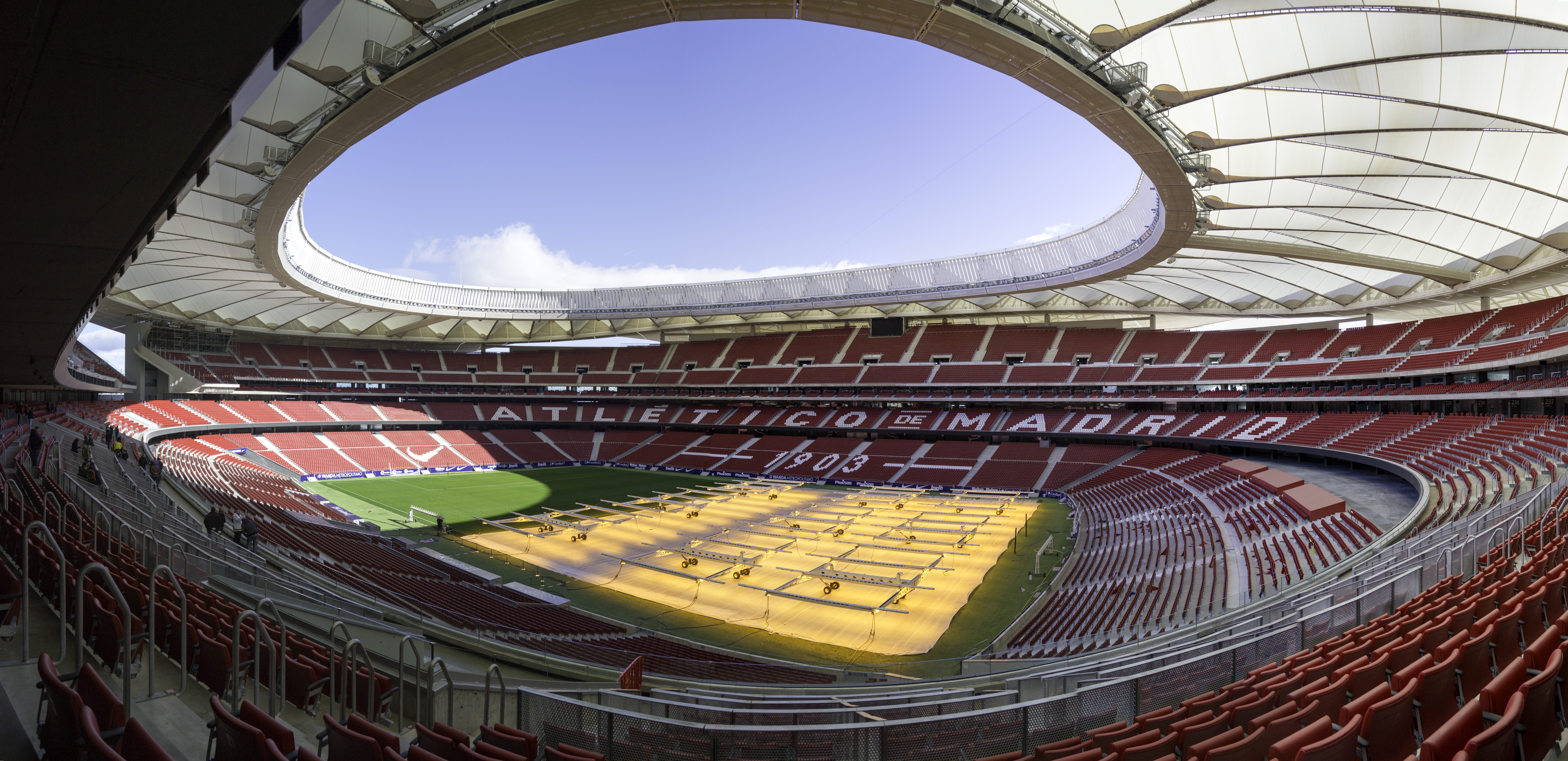
Sân vận động Wanda Metropolitano ở Madrid là nơi tổ chức trận chung kết

Sân vận động Wanda Metropolitano được lựa chọn làm địa điểm tổ chức trận chung kết bởi Ủy ban điều hành UEFA vào ngày 20 tháng 9 năm 2017.
Đây là lần thứ 5 trận chung kết Cúp C1 châu Âu/UEFA Champions League được diễn ra tại Madrid, sau các trận chung kết vào các năm 1957, 1969, 1980 và 2010, tất cả đều diễn ra tại sân vận động Santiago Bernabéu.
Sân vận động có sức chứa 67.000 chỗ ngồi này là sân nhà của CLB Tây Ban Nha Atlético Madrid, đội bóng đang sở hữu nó kể từ khi cuộc cải tạo lớn được hoàn thành vào tháng 9 năm 2017. Do điều lệ của UEFA liên quan đến quyền đặt tên cho nhà tài trợ không có trong giải đấu này, sân vận động sẽ được biết với cái tên "sân vận động Metropolitano" (Estadio Metropolitano) ở tất cả các giải đấu của UEFA.

## Bối cảnh

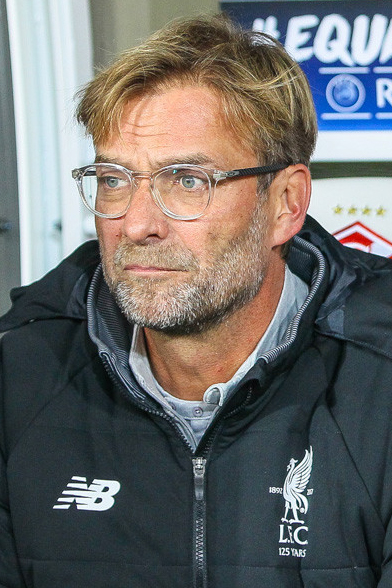
Huấn luyện viên của Liverpool Jürgen Klopp lần đầu tiên vô địch Champions League ở lần tham dự trận chung kết thứ ba của ông.

Tottenham Hotspur lọt vào trận chung kết Champions League đầu tiên của họ. Đây sẽ là lần thứ năm họ xuất hiện trong trận chung kết của một giải đấu UEFA, họ đã chơi trong một trận chung kết Cup Winners' Cup (vô địch vào năm 1963 để trở thành đội bóng Anh đầu tiên giành chức vô địch châu Âu) và ba trận chung kết Cúp UEFA (vô địch vào năm 1972 và 1984; và á quân vào năm 1974). Trong tám trận đấu, họ có thành tích bốn trận thắng, một trận hòa và ba trận thua ở các giải đấu châu Âu trước các câu lạc bộ Anh. Trong số bốn cặp đấu, Tottenham đã giành được hai chiến thắng: trước Manchester City ở tứ kết mùa này và trước Wolverhampton Wanderers trong trận Chung kết Cúp UEFA 1972, trận chung kết đầu tiên của giải đấu, trở thành đội bóng đầu tiên của Anh giành được hai danh hiệu châu Âu khác nhau.
Liverpool lọt vào trận chung kết thứ chín của họ, một kỷ lục của bóng đá Anh, cũng như là lần thứ hai liên tiếp, họ đã thua Real Madrid vào năm 2018. Họ đã vô địch giải đấu năm lần (1977, 1978, 1981, 1984 và 2005) và thua ba lần (1985, 2007 và 2018). Đây cũng là trận chung kết thứ 14 của họ ở các giải đấu UEFA, họ đã chơi trong một trận chung kết Cup Winners' Cup (á quân vào năm 1966) và bốn trận chung kết Cúp UEFA/Europa League (vô địch vào năm 1973, 1976 và 2001; và á quân vào năm 2016). Trong 20 trận đấu, Liverpool có thành tích bảy trận thắng, tám trận hòa (một trong số đó họ thắng trên chấm phạt đền) và năm trận thua ở các giải đấu châu Âu trước các câu lạc bộ Anh. Gần đây nhất, họ đã giành chiến thắng cả hai lượt trận trước Manchester City ở tứ kết Champions League 2017-18. Trận đấu này là trận chung kết Champions League thứ ba đối với HLV Jürgen Klopp, người đã thua cả hai trận chung kết trước đó, với Borussia Dortmund vào năm 2013 và với Liverpool vào năm 2018.
Trận chung kết này sẽ là lần đối đầu thứ 171 giữa Tottenham Hotspur và Liverpool, với thành tích 79 trận thắng cho Liverpool, 48 trận thắng cho Tottenham và 43 trận hòa. Hai bên đã gặp nhau hai lần ở mùa giải Premier League 2018-19, với Liverpool thắng 2-1 ở cả hai lần gặp nhau. Họ đã từng đối đầu với nhau một lần trước đó trong một cặp đấu ở đấu trường châu Âu, họ gặp nhau ở bán kết Cúp UEFA 1972-73; Liverpool thắng trận lượt đi 1-0 trên sân nhà và Tottenham thắng trận thứ hai 2-1, mặc dù Liverpool đã tiến vào trận chung kết nhờ bàn thắng trên sân khách, trước khi đánh bại Borussia Mönchengladbach trong trận chung kết. Ở trong nước, hai bên đã gặp nhau một lần trong một trận chung kết cúp, với Liverpool thắng 3-1 sau hiệp phụ trong trận Chung kết Cúp Liên đoàn bóng đá Anh 1982.
Trận đấu này là trận chung kết đầu tiên kể từ năm 2013 mà không có sự xuất hiện của một đội bóng Tây Ban Nha, với Real Madrid (2014, 2016, 2017 và 2018) và Barcelona (2015) đã vô địch giải đấu trong năm mùa giải trước đó. Đây cũng là trận chung kết đầu tiên vô địch bởi một đội bóng Anh kể từ Chelsea năm 2012, cũng như là trận chung kết toàn Anh lần thứ hai, sau Manchester United và Chelsea năm 2008. Nhìn chung, trận đấu này là trận chung kết thứ bảy có sự góp mặt của hai đội bóng đến từ cùng một hiệp hội, trước đó đã đạt được ba lần bởi các đội bóng Tây Ban Nha (2000, 2014 và 2016), một lần bởi các đội bóng Ý (2003) và Đức (2013), thêm vào đó là các đội bóng Anh vào năm 2008.
Vì Chelsea và Arsenal cũng lọt vào trận chung kết UEFA Europa League 2019, đây là mùa giải đầu tiên hai trận chung kết của các giải đấu lớn châu Âu cấp câu lạc bộ (Champions League và Europa League) có cả bốn đội bóng cùng một quốc gia lọt tới trận đấu cuối cùng và Anh là quốc gia đầu tiên làm được điều này. Luân Đôn cũng là thành phố đầu tiên có ba đội bóng lọt vào hai trận chung kết châu Âu cấp câu lạc bộ. Hơn nữa, đây cũng là mùa giải đầu tiên mà nhiều trận chung kết châu Âu cấp câu lạc bộ (bao gồm Champions League, Europa League, Super Cup) có các đội bóng chỉ đến từ một quốc gia duy nhất.

## Đường đến trận chung kết
Ghi chú: Trong tất cả các kết quả dưới đây, tỉ số của đội lọt vào chung kết được đưa ra trước tiên (N: sân nhà; K: sân khách).
| VT | Đội               | ST | Đ  |
| -- | ----------------- | -- | -- |
| 1  | Barcelona         | 6  | 14 |
| 2  | Tottenham Hotspur | 6  | 8  |
| 3  | Internazionale    | 6  | 8  |
| 4  | PSV Eindhoven     | 6  | 2  |

| VT | Đội                 | ST | Đ  |
| -- | ------------------- | -- | -- |
| 1  | Paris Saint-Germain | 6  | 11 |
| 2  | Liverpool           | 6  | 9  |
| 3  | Napoli              | 6  | 9  |
| 4  | Red Star Belgrade   | 6  | 4  |

## Thông tin trước trận đấu

### Đại sứ

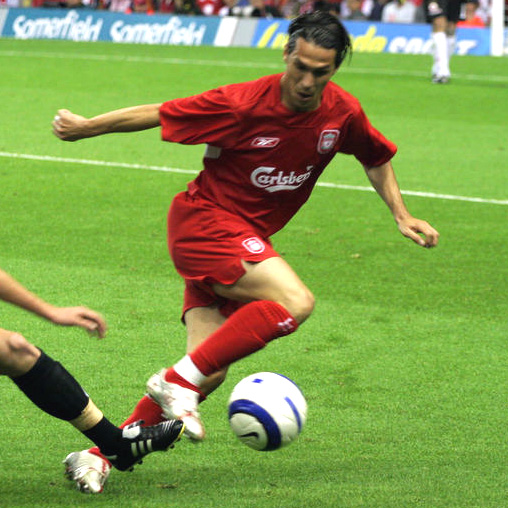
Luis García được chọn làm đại sứ cho trận chung kết.

Đại sứ cho trận chung kết là cựu cầu thủ đội tuyển Tây Ban Nha Luis García, người đã chơi cho Atlético Madrid vào mùa giải 2002-03 và từ 2007 đến 2009, và giành chức vô địch UEFA Champions League với Liverpool vào năm 2005.

### Bán vé
Với sức chứa của sân vận động là 63.500 chỗ cho trận chung kết, tổng cộng có 38.000 vé được dành cho người hâm mộ và công chúng, với hai đội lọt vào chung kết nhận được 17.000 vé mỗi đội và với 4.000 vé còn lại được bán ra cho người hâm mộ trên toàn thế giới thông qua trang web UEFA.com từ ngày 14 đến ngày 21 tháng 3 năm 2019 với 4 mệnh giá: €600, €450, €160, và €70. Số vé còn lại được phân bố cho ban tổ chức địa phương, UEFA và các hiệp hội quốc gia, các đối tác thương mại và các nhà đài phát sóng, và để phục vụ chương trình hiếu khách của công ty.

### Lễ mở màn
Imagine Dragons biểu diễn tại lễ mở màn ngay trước khi trận đấu bắt đầu, họ chơi một số bài hát nổi tiếng của họ như "Believer", "Thunder", "Radioactive" và "On Top of the World" trong khi được hỗ trợ bởi màn trình diễn pháo hoa.

## Thông tin trận đấu

### Tổ trọng tài

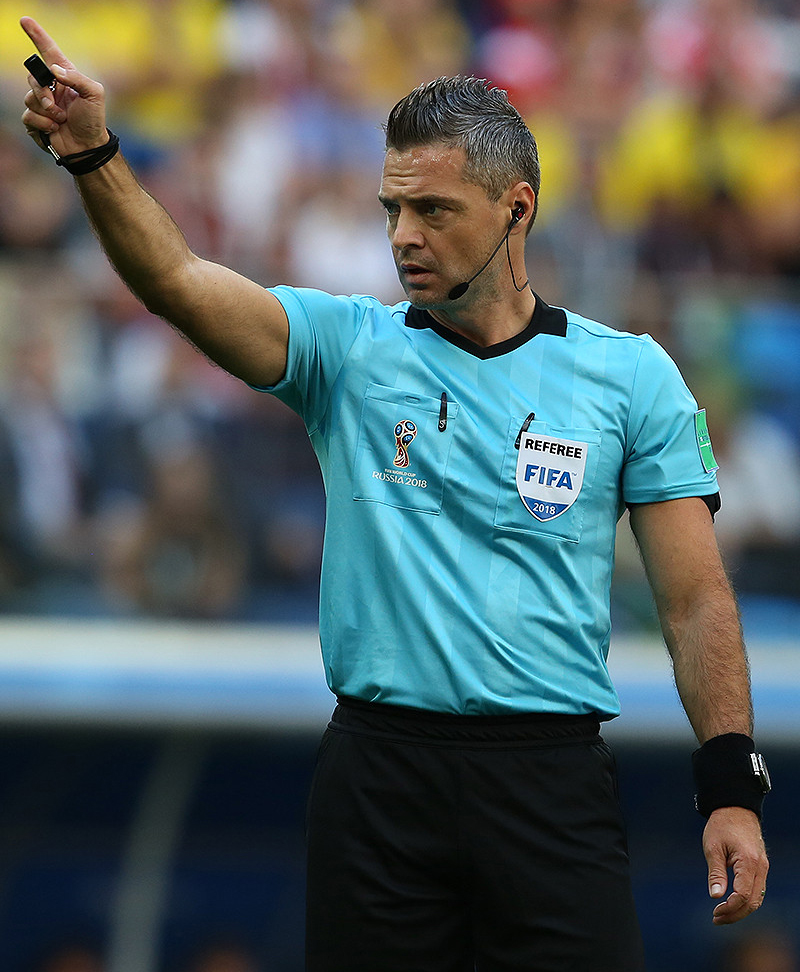
Ông Damir Skomina, trọng tài cho trận chung kết.

Vào ngày 14 tháng 5 năm 2019, UEFA lựa chọn trọng tài người Slovenia Damir Skomina là trọng tài cho trận chung kết. Skomina là một trọng tài FIFA kể từ năm 2002, và đã từng là trọng tài thứ tư ở trận chung kết UEFA Champions League 2013. Ông đã từng bắt chính ở các trận chung kết các giải đấu châu Âu, như là trận chung kết UEFA Europa League 2017 giữa Ajax và Manchester United, cũng như là trận Siêu cúp châu Âu 2012 giữa Chelsea và Atlético Madrid. Ông điều khiển trận đấu cùng với hai trọng tài đồng hương, Jure Praprotnik và Robert Vukan là trợ lý trọng tài. Trọng tài người Tây Ban Nha Antonio Mateu Lahoz là trọng tài thứ tư, và trọng tài người Hà Lan Danny Makkelie là trợ lý trọng tài video. Ông làm việc cùng với trọng tài đồng hương Pol van Boekel và trọng tài người Đức Felix Zwayer là hai trợ lý tổ VAR cho trận chung kết. Trọng tài Mark Borsch của Đức làm việc với tư cách trọng tài VAR bắt việt vị.

### Tóm tắt
Trước khi trận đấu bắt đầu, một phút mặc niệm cho cho cầu thủ bóng đá người Tây Ban Nha José Antonio Reyes được diễn ra, người đã qua đời trong một vụ tai nạn xe hơi trước đó. Liverpool bắt đầu trận đấu và được hưởng một quả penalty gây tranh cãi chỉ 24 giây trận đấu diễn ra sau pha để bóng chạm tay của Moussa Sissoko, người đã chặn đường chuyền của Sadio Mané bằng ngực trước khi bóng bật trở lại tay của anh. Quả penalty ở phút thứ hai được thực hiện thành công bởi Mohamed Salah, giúp cho Liverpool dẫn trước 1–0 và Salah trở thành người ghi bàn nhanh thứ hai trong một trận chung kết Champions League. Tottenham kiểm soát bóng phần lớn thời gian trong hiệp một, nhưng không thể tìm được cơ hội ghi bàn; Liverpool có những cơ hội của họ từ một chuỗi 6 quả phạt góc, nhưng chơi một cách thận trọng để bảo toàn lợi thế dẫn trước. Trận đấu bị gián đoạn một chút ở phút thứ 18 do một khán giả chạy vào sân.
Hiệp hai xuất hiện nhiều cơ hội hơn cho Liverpool, bao gồm cả cú sút của James Milner đánh bại thủ môn Hugo Lloris nhưng lại đi ngoài cầu gôn. Cả hai huấn luyện viên sử dụng quyền thay người đầu tiên của mình vào khoảng phút thứ 60, với Klopp đưa vào sân Divock Origi để thay Roberto Firmino và Pochettino thay Harry Winks với Lucas Moura. Tottenham bắt đầu chơi tấn công áp sát tầm cao và đã thực hiện một vài cú sút trúng đích trong nửa thòi gian thi đấu chính thức còn lại, nhưng lại để khoảng trống mở ra cho Liverpool phản công. Theo sau pha phạt góc ở phút thứ 87 mà Spurs không phá bóng ra, Origi dứt điểm từ trong vòng cấm và ghi bàn. Liverpool giành danh hiệu Cúp C1 thứ sáu của họ và Jürgen Klopp có được danh hiệu đầu tiên của ông cùng với câu lạc bộ.

### Chi tiết
Đội "chủ nhà" cho trận chung kết (vì mục đích hành chính) được xác định bằng một lượt bốc thăm bổ sung diễn ra sau khi bốc thăm vòng tứ kết và vòng bán kết được tổ chức vào ngày 15 tháng 3 năm 2019, lúc 12:00 CET, tại trụ sở UEFA ở Nyon, Thụy Sĩ.
| Tottenham Hotspur | 0–2 | Liverpool                      |
| ----------------- | --- | ------------------------------ |
|                   |     | - Salah 2' (ph.đ.) - Origi 87' |

| Tottenham Hotspur | Liverpool |

| TM                  | 1  | Hugo Lloris (c)    |  |     |
| HV                  | 2  | Kieran Trippier    |  |     |
| HV                  | 4  | Toby Alderweireld  |  |     |
| HV                  | 5  | Jan Vertonghen     |  |     |
| HV                  | 3  | Danny Rose         |  |     |
| TV                  | 17 | Moussa Sissoko     |  | 74' |
| TV                  | 8  | Harry Winks        |  | 66' |
| TV                  | 20 | Dele Alli          |  | 81' |
| TV                  | 23 | Christian Eriksen  |  |     |
| TV                  | 7  | Son Heung-min      |  |     |
| TĐ                  | 10 | Harry Kane         |  |     |
| Dự bị:              |    |                    |  |     |
| TM                  | 13 | Michel Vorm        |  |     |
| TM                  | 22 | Paulo Gazzaniga    |  |     |
| HV                  | 6  | Davinson Sánchez   |  |     |
| HV                  | 16 | Kyle Walker-Peters |  |     |
| HV                  | 21 | Juan Foyth         |  |     |
| HV                  | 24 | Serge Aurier       |  |     |
| HV                  | 33 | Ben Davies         |  |     |
| TV                  | 11 | Erik Lamela        |  |     |
| TV                  | 12 | Victor Wanyama     |  |     |
| TV                  | 15 | Eric Dier          |  | 74' |
| TV                  | 27 | Lucas Moura        |  | 66' |
| TĐ                  | 18 | Fernando Llorente  |  | 81' |
| Huấn luyện viên:    |    |                    |  |     |
| Mauricio Pochettino |    |                    |  |     |

| TM               | 13 | Alisson                 |  |     |
| HV               | 66 | Trent Alexander-Arnold  |  |     |
| HV               | 32 | Joël Matip              |  |     |
| HV               | 4  | Virgil van Dijk         |  |     |
| HV               | 26 | Andrew Robertson        |  |     |
| TV               | 14 | Jordan Henderson (c)    |  |     |
| TV               | 3  | Fabinho                 |  |     |
| TV               | 5  | Georginio Wijnaldum     |  | 62' |
| TĐ               | 11 | Mohamed Salah           |  |     |
| TĐ               | 9  | Roberto Firmino         |  | 58' |
| TĐ               | 10 | Sadio Mané              |  | 90' |
| Dự bị:           |    |                         |  |     |
| TM               | 22 | Simon Mignolet          |  |     |
| TM               | 62 | Caoimhín Kelleher       |  |     |
| HV               | 6  | Dejan Lovren            |  |     |
| HV               | 12 | Joe Gomez               |  | 90' |
| HV               | 18 | Alberto Moreno          |  |     |
| TV               | 7  | James Milner            |  | 62' |
| TV               | 20 | Adam Lallana            |  |     |
| TV               | 21 | Alex Oxlade-Chamberlain |  |     |
| TV               | 23 | Xherdan Shaqiri         |  |     |
| TV               | 15 | Daniel Sturridge        |  |     |
| TĐ               | 24 | Rhian Brewster          |  |     |
| TĐ               | 27 | Divock Origi            |  | 58' |
| Huấn luyện viên: |    |                         |  |     |
| Jürgen Klopp     |    |                         |  |     |

| Cầu thủ xuất sắc nhất trận đấu: Virgil van Dijk (Liverpool) Trợ lý trọng tài: Jure Praprotnik (Slovenia) Robert Vukan (Slovenia) Trọng tài thứ tư: Antonio Mateu Lahoz (Tây Ban Nha) Trợ lý trọng tài video: Danny Makkelie (Hà Lan) Trợ lý tổ trợ lý trọng tài video: Pol van Boekel (Hà Lan) Felix Zwayer (Đức) Trợ lý trọng tài video bắt việt vị: Mark Borsch (Đức) | Luật trận đấu - 90 phút thi đấu chính thức - 30 phút hiệp phụ nếu tỉ số hoà sau thời gian thi đấu chính thức - Loạt sút luân lưu nếu tỉ số vẫn hoà sau 30 phút hiệp phụ - Mỗi đội có 12 cầu thủ dự bị - Mỗi đội có tối đa 3 quyền thay cầu thủ, với lần thay thứ tư được áp dụng nếu trận đấu bước vào hiệp phụ |

### Thống kê
| Thống kê             | Tottenham Hotspur | Liverpool |
| -------------------- | ----------------- | --------- |
| Số bàn thắng         | 0                 | 1         |
| Tổng số cú sút       | 2                 | 8         |
| Số cú sút trúng đích | 0                 | 2         |
| Cứu thua             | 1                 | 0         |
| Kiểm soát bóng       | 60%               | 40%       |
| Phạt góc             | 2                 | 6         |
| Phạm lỗi             | 2                 | 4         |
| Việt vị              | 1                 | 1         |
| Thẻ vàng             | 0                 | 0         |
| Thẻ đỏ               | 0                 | 0         |

| Thống kê             | Tottenham Hotspur | Liverpool |
| -------------------- | ----------------- | --------- |
| Số bàn thắng         | 0                 | 1         |
| Tổng số cú sút       | 14                | 6         |
| Số cú sút trúng đích | 8                 | 1         |
| Cứu thua             | 0                 | 8         |
| Kiểm soát bóng       | 61%               | 39%       |
| Phạt góc             | 6                 | 3         |
| Phạm lỗi             | 3                 | 2         |
| Việt vị              | 2                 | 1         |
| Thẻ vàng             | 0                 | 0         |
| Thẻ đỏ               | 0                 | 0         |

| Thống kê             | Tottenham Hotspur | Liverpool |
| -------------------- | ----------------- | --------- |
| Số bàn thắng         | 0                 | 2         |
| Tổng số cú sút       | 16                | 14        |
| Số cú sút trúng đích | 8                 | 3         |
| Cứu thua             | 1                 | 8         |
| Kiểm soát bóng       | 61%               | 39%       |
| Phạt góc             | 8                 | 9         |
| Phạm lỗi             | 5                 | 6         |
| Việt vị              | 3                 | 2         |
| Thẻ vàng             | 0                 | 0         |
| Thẻ đỏ               | 0                 | 0         |